# Courtelevant
Courtelevant is een gemeente in het Franse departement Territoire de Belfort (regio Bourgogne-Franche-Comté) en telt 373 inwoners (2004). De plaats maakt deel uit van het arrondissement Belfort. In het Elzassisch of het Duits heette de plaats vroeger Hebsdorf.

## Geografie
De oppervlakte van Courtelevant bedraagt 5,8 km², de bevolkingsdichtheid is 64,3 inwoners per km².
De onderstaande kaart toont de ligging van Courtelevant met de belangrijkste infrastructuur en aangrenzende gemeenten.

## Demografie
Onderstaande figuur toont het verloop van het inwonertal (bron: INSEE-tellingen).